# リオ・グランデの砦

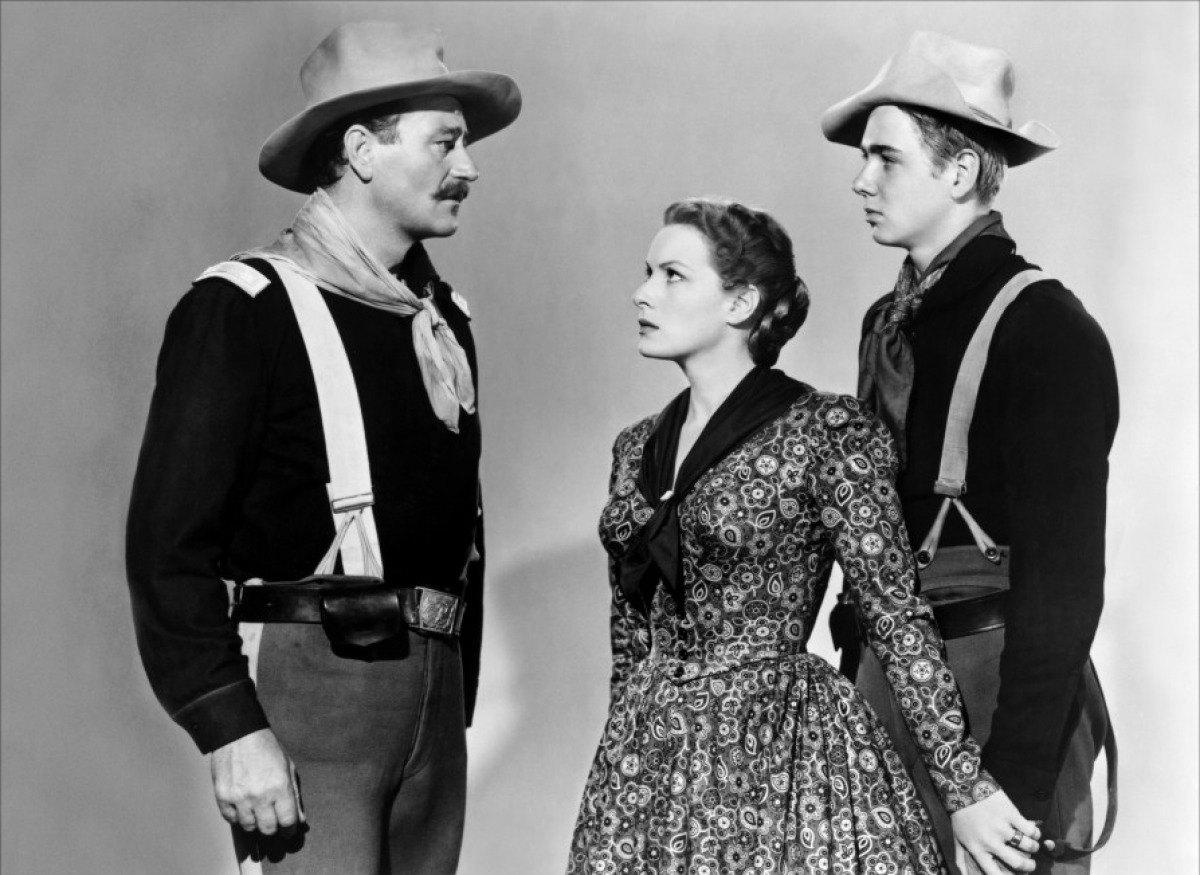

『リオ・グランデの砦』（原題: Rio Grande）は、1950年製作のアメリカ映画。ジョン・フォード監督作品。ジョン・ウェイン、モーリン・オハラ主演。

## 概要
ジョン・フォード監督作品の中の『アパッチ砦』、『黄色いリボン』と並んで「騎兵隊三部作」と評される最終作。主演のジョン・ウェインが『アパッチ砦』と同じく、カービー・ヨークという名前の役柄を演じており、本作は『アパッチ砦』の続編ともいえる作品となっている。
しかし、フォード本人はこの作品を作る予定は最初はなかった。1936年に企画した『静かなる男』を製作するために、フォードはB級映画専門のスタジオであるリパブリック・ピクチャーズと3本の映画製作契約を結んだ。しかし、当時の社長であったハーバート・J・イェーツは、この芸術色の強い内容である『静かなる男』の製作に対して、いい顔をしなかった。しかし、フォードは負けずに訴え続けイェーツはついに根負け。しかし、条件としてまず映画を1本撮って、それが大ヒットしたら『静かなる男』の製作を許可すると提示した。
早速フォードは、『アパッチ砦』、『黄色いリボン』と同じくジェームズ・ワーナー・ベラの短編小説『記録なき作戦行動』を原作に、赤狩りに巻き込まれ仕事を干されていたジェームズ・ケビン・マクギネスを脚本家に任命。当初は『リオ・ブラボー』という名の仮タイトルをつけ、夫婦愛や家族関係などのエッセンスを盛り込んだ。
キャスティングも、ウェインの妻役に『静かなる男』でも女房役となるモーリン・オハラを起用。このウェインとオハラのコンビは、息の合った演技を見せ、『静かなる男』だけでなく『荒鷲の翼』、『マクリントック』、『100万ドルの血斗』でもそのコンビネーションを披露した。
しかし、イェーツは本作の制作費を『アパッチ砦』の半分である123万8000ドルしか出さないばかりではなく、さらに制作費を削減した。そのせいで、ベン・ジョンソンとハリー・ケリー・ジュニアは出演料を値切られた上に、無情にもイェーツはフォードに制作費をさらに2万8000ドルの削減を言い渡したばかりか、カメラアングルや俳優の衣装にまで注文をつけ始めた。頭に来たフォードは、イェーツが撮影現場に見学に来ると撮影を中止して反抗したという。
なお、ベン・ジョンソンとハリー・ケリー・ジュニアは、2頭の馬に跨るハイレベルな乗馬術であるローマ式立ち乗りをフォードからマスターするよう命じられる。2人は3週間でこの乗馬方法を身につけ撮影ではノースタントで挑んだ。
結果的に、この作品は大ヒットしたことによりフォードはようやく『静かなる男』の製作に取り掛かる事が出来た。

## キャスト
| 役名                             | 俳優                                        | 日本語吹き替え | 日本語吹き替え | 日本語吹き替え |
| 役名                             | 俳優                                        | TBS版          | フジテレビ版   | PDDVD版        |
| -------------------------------- | ------------------------------------------- | -------------- | -------------- | -------------- |
| カービー・ヨーク中佐             | ジョン・ウェイン                            | 宮部昭夫       | 佐野浅夫       | 矢嶋俊作       |
| キャサリーン・ヨーク             | モーリン・オハラ                            | 冨田恵子       | 松本典子       | ひなたたまり   |
| タイリー騎兵                     | ベン・ジョンソン                            | 田中信夫       |                | 大塚智則       |
| ジェフ・ヨーク騎兵               | クロード・ジャーマン・ジュニア （英語版）   |                |                | 小倉直寛       |
| ダニエル・ブーン騎兵（サンデー） | ハリー・ケリー・ジュニア                    |                |                | 岩崎洋介       |
| クインキャノン曹長               | ヴィクター・マクラグレン                    | 今西正男       |                | 菅野裕士       |
| ウィルキンズ医師                 | チル・ウィルス                              | 小林清志       |                | 真田雅隆       |
| フィリップ・シェリダン将軍       | J・キャロル・ナイシュ （英語版）            |                |                | 柴田秀勝       |
| 司令官代理                       | グラント・ウィザース                        |                |                |                |
| サン・ジャック大尉               | ピーター・ジュリアン・オルティス （英語版） |                |                |                |
| プレスコット大尉                 | スティーブ・ペンドルトン（英語版）          |                |                |                |
| マーガレット・メアリー           | キャロライン・グリムス （英語版）           |                |                | 田中まりか     |

- TBS版：放送日1969年4月18日?[3] TBS 他
- フジテレビ版：放送日1971年7月16日『ゴールデン洋画劇場』他

## スタッフ
- 製作:メリアン・C・クーパー、ジョン・フォード
- 監督:ジョン・フォード
- 脚本:ジェームズ・ケビン・マクギネス
- 原作:ジェームズ・ワーナー・ベラ
- 撮影:バート・グレノン、アーチー・J・スタウト
- 美術:フランク・ホテリング
- 音楽:ヴィクター・ヤング
- 編集:ジャック・マレー